# Testimone d'accusa (film 1989)
Testimone d'accusa (Perfect Witness) è un film per la televisione statunitense del 1989 diretto da Robert Mandel.

## Trama
Sam Paxton, un uomo che è al bar con gli amici assiste impotente all'omicidio di un mafioso avvenuto per un regolamento di conti tra bande mafiose. Da quel momento la sua vita è cambiata, tormentata da un incubo in cui non riesce a togliersela. Le minacce sortiscono il loro effetto e Paxton testimonia falsamente, costringendo il procuratore ad accusarlo per falsa testimonianza.